# Vlasta Fialová
Vlasta Fialová (20. ledna 1928 Brno – 13. ledna 1998 Brno) byla česká herečka, která celý svůj divadelní život strávila ve svém rodném městě Brně. Pocházela z divadelní rodiny, oba rodiče byli členy brněnské opery. V roce 1943 přestoupila z reálného gymnázia na Státní hudební a dramatickou konzervatoř, po absolutoriu nastoupila do svého prvního divadelního angažmá v Opavě (1947–1948). Další dvě sezony vystupovala v Olomouci a od roku 1950 až do svého skonu (v devadesátých letech již jen jako host) byla přední členkou činohry Státního divadla v Brně. Ve známost vstoupila také v roce 1949 titulní úlohou z filmu Divá Bára režiséra Vladimíra Čecha nebo později roku 1967 v roli kněžny v televizním zpracování Jiráskovy Lucerny. V roce 1964 jí byl udělen titul zasloužilá umělkyně.

## Životopis

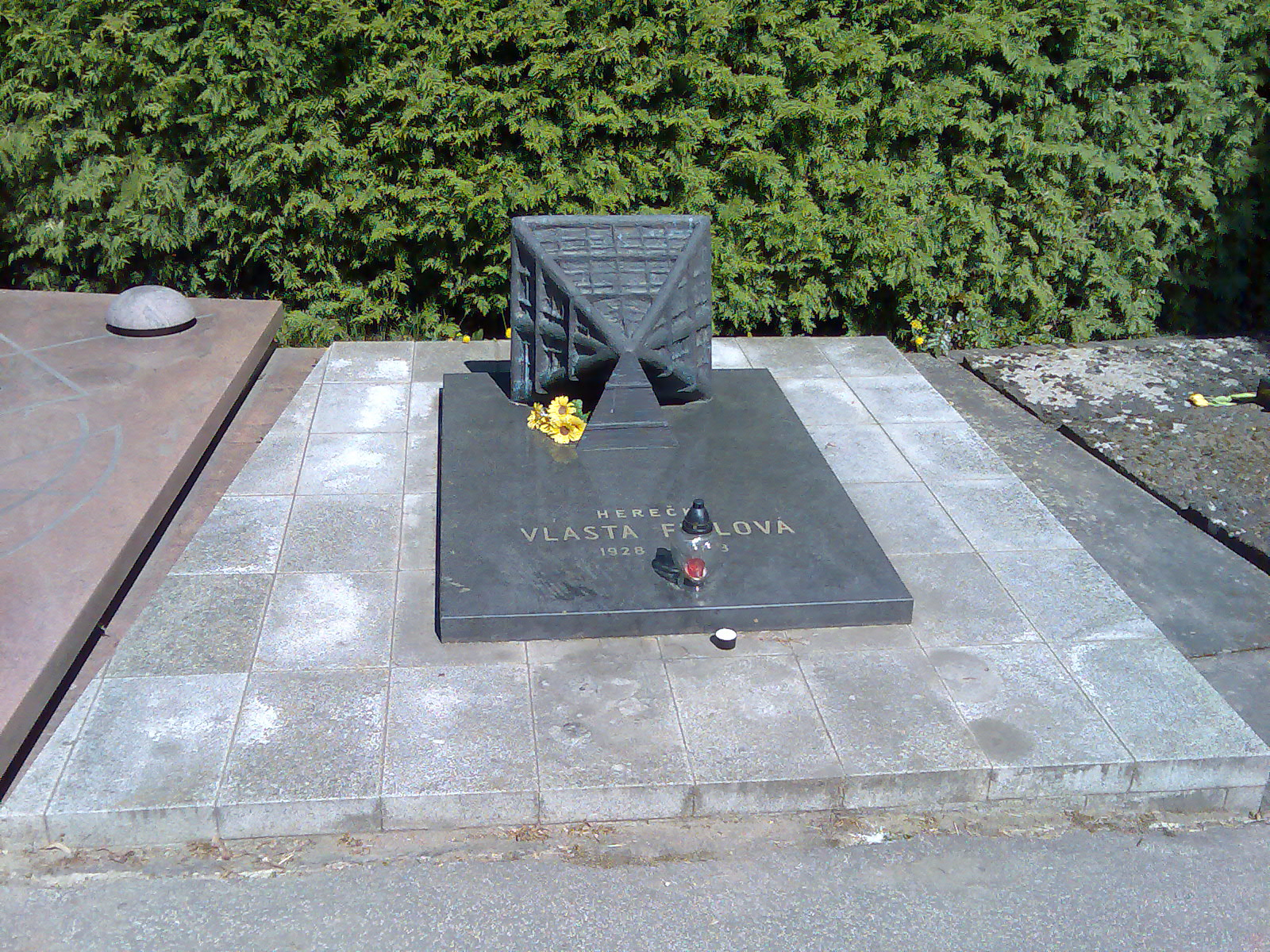
Hrob Vlasty Fialové na Ústředním hřbitově v Brně

Pocházela z divadelní rodiny, oba rodiče byli členy brněnské opery. V roce 1943 přestoupila z reálného gymnázia na brněnskou Státní hudební a dramatickou konzervatoř, po absolutoriu (1947) nastoupila do svého prvního divadelního angažmá v Opavě (1947–1948). V letech 1948–1950 vystupovala v Olomouci, od roku 1950 až do svého skonu (v devadesátých letech již jen jako host) byla přední členkou činohry Státního divadla v Brně.
Půvabná diva již v mládí zazářila v roce 1949 jako Divá Bára ve filmové adaptací stejnojmenné povídky Boženy Němcové režiséra Vladimíra Čecha, nezapomenutelnou se také stala, mimo jiné, její role kněžny v televizním přepisu Jiráskovy Lucerny z roku 1967. Na své mateřské scéně vytvořila řadu komediálních i dramatických rolí domácího i světového repertoáru, úspěšně spolupracovala s českým i slovenským filmem, rozhlasem a televizí. Uplatnila se rovněž v dabingu, pedagogicky působila na JAMU, v roce 1964 jí byl udělen titul zasloužilá umělkyně.
V padesátých letech byla krátce vdaná za Jiřího Tomka (1931–2013), s nímž měla syna Jiřího. Poté se jejím životním partnerem až do jeho smrti stal brněnský herec Zdeněk Kampf (1920–1987). Zesnula týden před svými sedmdesátými narozeninami, pohřbena je na Ústředním hřbitově v Brně.

## Divadelní role
Výběr z divadelních rolí:

### Svobodné divadlo Brno
- 1946 H. Ibsen: Nora, Služebná (j. h.), režie Miroslav Zejda
- 1946 M. A. Nexö: Lidé na Dangaardu, Marie Olsenová (j. h.), režie Rudolf Walter
- 1946 J. Hašek, František Klika (dramatizace): Osudy dobrého vojáka Švejka, Společnice; Piška (j. h.), režie Olga Waltrová
- 1947 A. Jirásek: Filosofská historie, Panna Lottka (j. h.), režie Miloš Hynšt j. h.

### Zemské divadlo v Brně
- 1947 Georges Delance: Bluff, Komorná (j. h.), režie Oskar Linhart
- 1947 Pierre Palmade, Christophe Duthuron: Flamendři v ráji, Zpěvačka (j. h.), režie Vladimír Vozák
- 1992 M. Maeterlinck: Modrý pták, Královna noci (alternace Drahomíra Hofmanová), režie Peter Scherhaufer j. h.

### Státní divadlo v Brně
- 1951 J. K. Tyl: Strakonický dudák, Dorotka, režie Milan Pásek (ve stejné roli 1962, režie Evžen Sokolovský; v nastudování Rudolfa Jurdy z let 1970, 1973 obsazena do role Rosavy)
- 1952 Molière: Don Juan, Dona Elvíra, režie Milan Pásek
- 1953 Milan Jariš, Boleslav Vomáčka (hudba, libreto): Boleslav I., Jaroslava, režie Zdeněk Míka
- 1953 L. N. Tolstoj: Anna Kareninová, Přítelkyně Anny, režie Martin Růžek (v nastudování Oty Ševčíka z roku 1987 obsazena do role hraběnky Vronské)
- 1953 Molière: Tartuffe, Dorina, režie Antonín Kurš (v nastudování Miloše Hynšta z roku 1970 obsazena do role Elmíry)
- 1954 J. Mahen: Janošík, Anka, režie Zdeněk Míka
- 1954 G. Preissová: Gazdina roba, Maryša Kotlibová, režie Antonín Kurš (v nastudování Zdeňka Kaloče z roku 1981 obsazena do role Mešjanovky)
- 1954 A. Jirásek: Lucerna, Kněžna, režie Aleš Podhorský
- 1955 W. Shakespeare: Zkrocení zlé ženy, Kateřina, režie Aleš Podhorský
- 1956 G. B. Shaw: Caesar a Kleopatra, Kleopatra (alternace Eva Kubešová), režie Aleš Podhorský
- 1956 P. Karvaš: Pacient stotřináct, Hanka Jancová (alternace Helena Kružíková), režie František Šlégr
- 1957 E. De Filippo: Lež má dlouhé nohy, Olga Cigolellová, režie Antonín Dvořák j. h.
- 1958 Bratři Čapkové: Ze života hmyzu, Apatura Clythia, režie Aleš Podhorský (v nastudování Zdeňka Kaloče z roku 1976 obsazena do rolí Vannesy a Jiné chrobačky)
- 1958 F. Hrubín: Srpnová neděle, Věra Mixová, režie Miroslav Zejda
- 1959 Ursula Wendlerová: Na shledanou v sobotu, Šťastná, režie Rudolf Jurda
- 1960 E. F. Burian, K. J. Erben: Vojna, Opuštěná, režie Zuzana Kočová
- 1961 B. Brecht: Kavkazský křídový kruh, Agronomka; Gruša (alternace Helena Kružíková, Jana Kuršová-Kalášková), režie Evžen Sokolovský
- 1961 G. B. Shaw: Pygmalion, Líza Doolittlová (alternace Helena Kružíková), režie Rudolf Jurda
- 1962 V. Dyk: Zmoudření dona Quijota, Dolores, režie Evžen Sokolovský
- 1963 W. Shakespeare: Hamlet, Gertruda, režie Evžen Sokolovský
- 1964 F. Dürrenmatt: Herkules a Augiášův chlév, Deianeira, režie Miloš Hynšt
- 1964 B. Brecht: Matka Kuráž a její děti, titulní role, režie Miloš Hynšt
- 1965 Jan Kopecký: Komedie o umučení a slavném vzkříšení Pána a Spasitele našeho Ježíše Krista, Matka Maria, režie Evžen Sokolovský
- 1966 F. Dürrenmatt: Návštěva staré dámy, Klára Zachanasjanová (alternace Helena Kružíková), režie Alois Hajda
- 1967 Aristofanés: Ženský sněm, Kleinarete, režie Zdeněk Kaloč
- 1968 J. Drda: Hrátky s čertem, Káča, režie tvůrčí kolektiv inscenace (v nastudování Jaromíra Roštínského z roku 1982 obsazena do role Omnimora)
- 1968 J. P. Sartre: Trójanky, Helena, režie Zdeněk Kaloč
- 1969 M. Kundera: Dvě uši, dvě svatby, Růžena, režie Rudolf Jurda
- 1970 T. Williams: Vytetovaná růže, Serafina delle Rosová (alternace Helena Kružíková), režie Miloš Horanský
- 1971 L. Stroupežnický: Naši furianti, Markytka, režie Rudolf Jurda (v nastudování Oty Ševčíka z roku 1990 obsazena do role Marie Dubské)
- 1972 Ferdinand Bruckner: Alžběta Anglická, titulní role (alternace Helena Kružíková, Helena Trýbová), režie Evald Schorm
- 1973 G. Zapolska: Morálka paní Dulské, titulní role (alternace Miroslava Jandeková), režie Pavel Hradil
- 1974 K. Čapek: R. U. R., Nána, režie Zdeněk Kaloč
- 1975 Molière: Měšťák šlechticem, Paní Jordánová (alternace Miroslava Jandeková), režie Jaroslav Horan j. h.
- 1976 F. G. Lorca: Dům doni Bernardy, La Poncia; První žena (alternace Helena Trýbová), režie Pavel Hradil
- 1977 Boris Vasiljev: Nestřílejte bílé labutě, Chartina, režie František Laurin j. h.
- 1978 A. P. Čechov: Ivanov, Avdoťa, režie Zdeněk Kaloč
- 1979 Milan Calábek: Život a smrt doktora Fausta, Matka, režie Pavel Hradil
- 1980 G. de Maupassant, Zdeněk Kaloč (dramatizace): Miláček, Šlapka; Dáma, režie Zdeněk Kaloč
- 1981 A. Máša: Ani slovo o lásce, Babička, režie Ivan Balaďa j. h.
- 1982 N. F. Pogodin: Třetí patetická, Uljanovová (alternace Helena Trýbová), režie Gleb Drozdov j. h.
- 1983 Bratři Mrštíkové: Maryša, Strouhalka, režie Alois Hajda
- 1984 J. K. Tyl: Fidlovačka aneb Žádný hněv a žádná rvačka, Mastílková (alternace Veronika Butorová), režie Jaromír Roštínský
- 1985 Félicien Marceau: Vajíčko, Slečna Duvantová (alternace Jana Kuršová-Kalášková), režie Alois Hajda
- 1986 Božena Benešová: Povídka s dobrým koncem, režie P. Tuček
- 1987 B. Brecht: Třígrošová opera, Celie Peachumová (alternace Eva Hradilová), režie Alois Hajda
- 1989 John Mortimer: Já, Claudius, Livie (alternace Helena Kružíková), režie Oto Ševčík

### Národní divadlo v Brně
- 1993 B. Němcová, A. Goldflam (dramatizace): Babička, Matka babičky (j. h.), režie Arnošt Goldflam
- 1993 Alejandro Casona: Stromy umírají vstoje, Paní Eugenie j. h. (alternace Ivana Valešová), režie Zbyněk Srba
- 1995 K. J. Erben, F. Pavlíček (dramatizace): Tři zlaté vlasy děda Vševěda, První sudička j. h. (alternace Drahomíra Hofmanová), režie František Derfler
- 1996 I. Örkény: Kočičí hra, Gizela j. h. (alternace Ludmila Slancová), režie Zbyněk Srba
- 1997 J. Słowacki: Balladyna, Vdova (j. h.), režie Pavel Pecháček
- 1997 Bratři Mrštíkové, B. Rychlík (dramatizace): Rok na vsi, Stařenka Rybářová j. h. (alternace Ludmila Slancová), režie Zbyněk Srba

### Satirické divadlo Večerní Brno
- 1960 M. Skála, Vladimír Fux: Pozor, hodný pes, Tina-Marie j. h. (alternace Dagmar Ježková), režie Evžen Sokolovský

## Filmografie

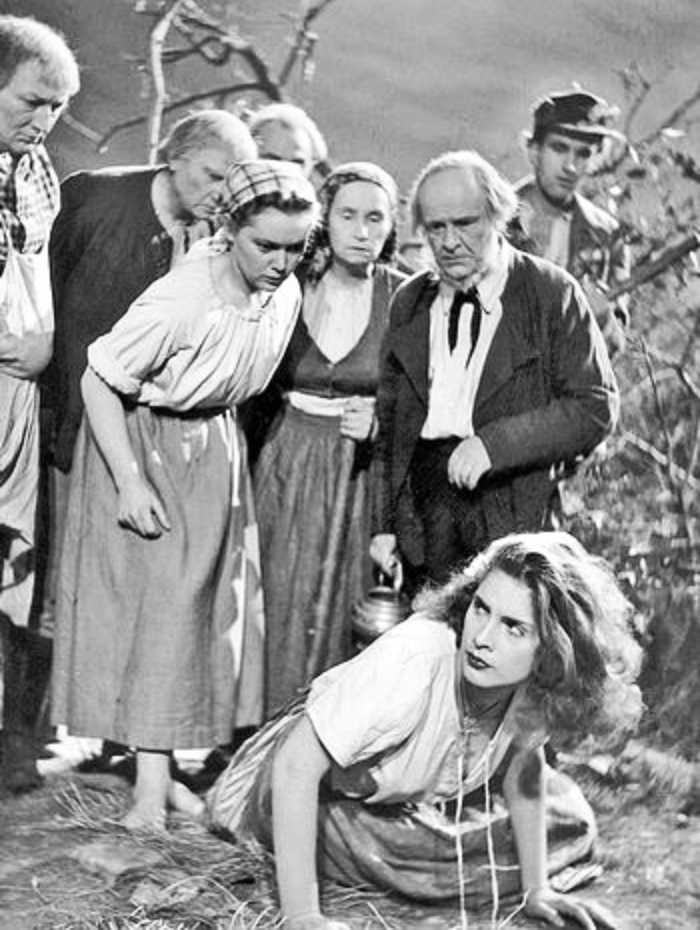
Vlasta Fialová jako Divá Bára (dole) ve stejnojmenném filmu

### Film
- 1949 Divá Bára – hlavní role: Bára
- 1950 Vítězná křídla (Lída)
- 1951 DS – 70 nevyjíždí (Zdenka)
- 1953 Jestřáb kontra Hrdlička (Julie)
- 1954 Botostroj (Anna Vebrová)
- 1955 Z mého života (paní Fröjda)
- 1956 Legenda o lásce (Mechmene Banu)
- 1958 Občan Brych (Irena)
- 1959 Dom na rázcestí (dr. Emília Kortanová)
- 1960 Policejní hodina (číšnice Emilka)
- 1960 Zlé pondělí (slečna)
- 1962 Chlapec a srna (matka)
- 1963 Deváté jméno (Milča Dlabalová
- 1963 Spanilá jízda (Alžběta z Hohenzollernu)
- 1965 Námestie svätej Alžbety (hostinská)
- 1968 Niet inej cesty (Alžběta)
- 1969 Génius (Viola Hlúchová)
- 1971 Touha Sherlocka Holmese (Abdahamová)
- 1975 Tam, kde hnízdí čápi (Straková)
- 1986 Jsi falešný hráč (ředitelka)
- 1991 Někde je možná hezky (babička)
- 1996 Kouzelný měšec (2. selka)

### Televize
- 1962 Gazdina roba (inscenace)
- 1963 Zmoudření dona Quijota (divadelní představení)
- 1964 Vdova Capetová (inscenace)
- 1966 Věc Makropulos (film)
- 1967 Lucerna (inscenace)
- 1968 Tři strýčkové a Dominik (inscenace)
- 1967 Vojnarka (inscenace divadelní hry) – hlavní role: Madlenka Vojnarová (Vojnarka)
- 1969 Kníže (inscenace)
- 1969 Šťastný Jim (inscenace)
- 1970 Papá Offenbach (seriál)
- 1971 Legenda o živých mrtvých (minisérie)
- 1971 Strýčkův sen (film)
- 1972 'Ctná paní Lucie (seriál)
- 1974 Ostrov Afrodity (inscenace)
- 1974 Jak se Kudla přepočítal (pohádka) – role: Kudlová
- 1975 Měsíční víla (film)
- 1976 Racek (divadelní představení)
- 1977 Bakaláři (cyklus)
- 1977 Prokop Diviš (inscenace)
- 1977 Tango (film)
- 1978 Jako všichni v této ulici (inscenace)
- 1978 Julius a Ethel (hra)
- 1978 Muž, který nesmí zemřít (seriál)
- 1978 Živnost jako řemen (hra)
- 1979 Čtyři na sněhu (film)
- 1979 Hedvika (TV inscenace) – role: vrchní sestra Karásková
- 1979 O chudém královstvíčku (inscenace)
- 1979 O podivném draku na kamenné hůrce (inscenace)
- 1979 Opustíš-li mne… (minisérie)
- 1980 Konec dětských lásek (seriál)
- 1980 O Stehlíkovi a Juliánce (inscenace)
- 1981 O vodě, lásce a štěstí (inscenace)
- 1981 Útěk (inscenace)
- 1981 Vůně domova (inscenace)
- 1982 Odchod bez řádů (inscenace)
- 1982 Únos (inscenace)
- 1982 Bakaláři (cyklus) epizoda: Klíče – role: babička
- 1983 O zakletém hadovi (film)
- 1984 Plukovník Starbottle a krásná žalobkyně (inscenace)
- 1986 My holky z městečka (seriál) – role: Macháčková
- 1986 O buchtách a milování (inscenace)
- 1986 Třetí sudička (film)
- 1988 Povídka s dobrým koncem (film)
- 1994 Detektiv Martin Tomsa (cyklus)
- 1994 Návrat do cizí země (inscenace)
- 1995 Na krásné vyhlídce (film)
- 1998 Stromy umírají vstoje (inscenace)